# Massage
Massage er påvirkning af kroppen eller dele deraf vha. strygning, tryk, ryk, stræk og vrid. Massage kan være terapeutisk eller erotisk. Der er flere retninger indenfor massage, som fx svensk massage og thaimassage.
En person, der professionelt arbejder med massage, benævnes massør. Massører i Danmark kan f.eks. være uddannede (fysiurgiske) massageterapeuter eller sportsmassører. Endvidere benytter også ergo- og især fysioterapeuter sig af massage i forbindelse med deres arbejde.

## Typer af massage

### Fysiomassage
Fysiologisk massage, også kendt som fysiurgisk massage, er en massageform, hvor massøren arbejder dybt i væv og muskulatur. Massagen tager udgangspunkt i kroppens anatomiske opbygning, hvilket stiller krav til massørens viden omkring musklernes udspring, tilhæftning, funktion samt tilstand. I modsætning til en kosmetisk massage (overfladisk massage) bliver muskulaturen gennemarbejdet og eventuelle skader kan afhjælpes.

### Sportsmassage
Sportsmassage er en fysisk og manuel påvirkning af bevægeapparatets muskler og bindevæv, hvor sportsmassøren, primært med sine hænder og fingre, bearbejder kroppens bløde væv (sener, muskler, ligamenter, bindevæv, osv).  Sportsmassage medvirker til forøget psykisk og fysisk velvære og nogle mener det medvirker til hurtigere restitution af træt/slidt muskelvæv.
Fokusset i sportsmassage varierer fra person til person, men et generelt formål med sportsmassage er at skabe fornyet flow i muskulaturen. Endvidere kan massøren benytte sig af tværgående massage (massage på tværs af muskelfibrenes retning), hvilket har en afbalancerende og afslappende effekt på vævet. Mennesker med spastisk lammelse har stor gevinst ved tværgående massage, da deres muskler netop er meget stramme. Det samme gælder hvis man har fået en fiberskade.  Løsner massøren vævet op med massage omkring det skadede område, vil det reducere smerten da der er mindre stress og anspændthed.[kilde mangler]
Når massøren giver en grundig dybdegående sportsmassage hjælper han kroppen med udskillelse af affaldsstoffer og tilførsel af frisk ilt- og næringsrigt blod. Det kan være meget nyttigt for personer, der træner hårdt, eller for mennesker med meget monotont arbejde. Bliver musklerne brugt men med for lav tilførsel af ilt i forhold til behovet, opstår der mælkesyreophobninger . Disse kan massøren hjælpe musklerne af med.  Sidder man længe i samme stilling, fx foran skærmen, og spænder, har musklerne ikke den pumpeeffekt der skal til for at komme af med det gamle blod og affaldsstoffer, så der vil man opleve at affaldsstoffer hober sig op, giver myoser og efterfølgende spændinger.[kilde mangler]

### Thaimassage
Det er den thailandske retning indenfor kropsmassage. Den mest berømte skole drives af det buddhistiske tempel Wat Po i Bangkok. Traditionel thaimassage er optaget på UNESCOs Verdensarvsliste.

### Erotisk massage
Erotisk massage er en massageform som stimulerer de erogen zoner.